# Tamicka Clarke
Tamicka Clarke (* 9. November 1980) ist eine bahamaische Sprinterin.
Bei den Commonwealth Games 2002 in Manchester siegte sie mit dem bahamaischen Team in der 4-mal-100-Meter-Staffel.
2003 gewann sie über 100 m Silber bei den Zentralamerika- und Karibikmeisterschaften und wurde Fünfte bei den Panamerikanischen Spielen in Santo Domingo. Bei den Olympischen Sommerspielen 2004 in Athen kam sie mit der bahamaischen 4-mal-100-Meter-Staffel auf den vierten Platz.
Bei den Leichtathletik-Weltmeisterschaften 2007 in Osaka und bei den Olympischen Spielen 2008 in Peking schied sie über 100 m jeweils im Vorlauf aus.

## Bestzeiten
- 60 m (Halle): 7,38 s, 21. Januar 2006, Fayetteville
- 100 m: 11,26 s, 2. Juni 2007, Atlanta
- 200 m: 23,29 s, 13. April 2002, Tempe